# 77 (число)
77 (семьдесят семь) — натуральное число, расположенное между числами 76 и 78.

## В математике
- Сумма первых восьми простых чисел: 77 = 2 + 3 + 5 + 7 + 11 + 13 + 17 + 19.
- 77 — нечётное двухзначное число.
- Сумма цифр числа 77 равна 14.
- Произведение цифр числа 77 равно 49.
- Квадрат числа 77 равен 5929.
- Сумма трёх последовательных квадратов 42 + 52 + 62 равна 77.
- Число харшад в системах счисления по основанию 3, 6, 8, 11, 12 и 15.

## В науке
- Атомный номер иридия[1].

## В других областях
- 77 год.
- 77 год до н. э.
- 1977 год.
- ASCII-код символа «M».
- В игре лото бочонок 77 называется «топорики»[2].
- 77 — Код субъекта Российской Федерации и Код ГИБДД-ГАИ Москвы.
- 77 TV — казахский телеканал[3].